# Танзила Хан
Танзила Хан (род. в 1986 году) — пакистанская активистка за права людей с ограниченными возможностями. Основатель мобильного приложения Girlythings (Девчачьи вещи). Она выступает за репродуктивное здоровье, особенно среди людей с ограниченными возможностями. Основательница неправительственной общественной организации "Creativt Alley".

## Биография
Танзила родилась и выросла в Пакистане. Она с рождения инвалид и прикована к инвалидному креслу. Хан получила степень бакалавра международного права в Лондонском университете.
Танзила Хан опубликовала свою первую книгу «История Мексики» в 16 лет. Вырученные средства с продаж своих книг она вложила в социальные проекты по защите прав людей с ограниченными возможностями.
Она основала мобильное приложение Girlythings (Девчачьи вещи). Это первое мобильное приложение, доставляющее людям с ограниченными возможностями гигиенические салфетки и другие товары первой необходимости, а также менструальные наборы женщинам в любом общественном месте.
Хан основала неправительственной общественной организации "Creativt Alley", которая призвана через свои проекты помогать людям с ограниченными возможностями.
Танзила Хан получила несколько наград национального и международного уровня.

## Творчество
Она является автором двух книг:
- «История Мексики»[2]
- «Идеальная ситуация: сладкие шестнадцать»[6].